# 岩偶

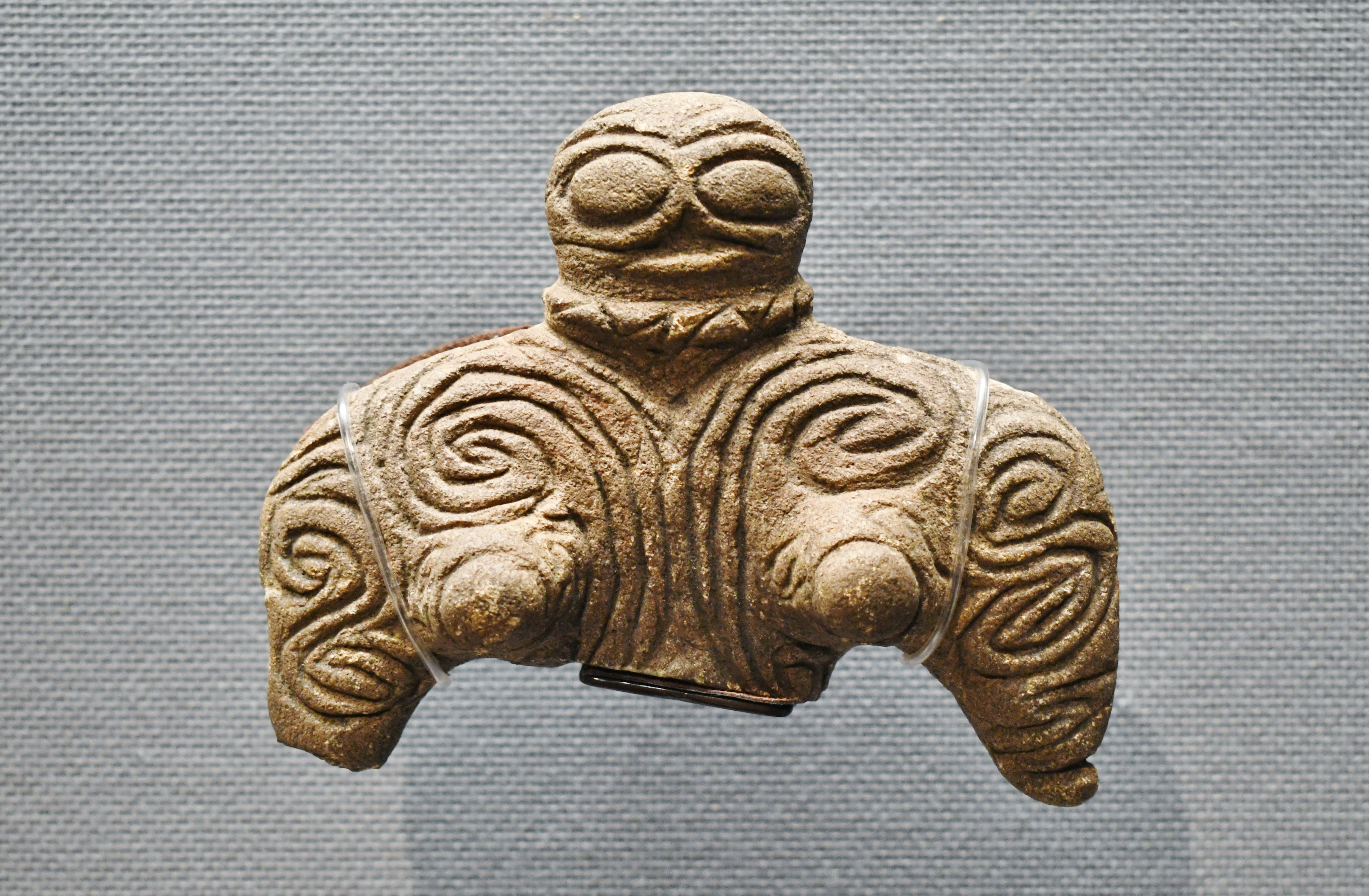
岩偶（青森県南部町小向出土）
東京国立博物館展示。

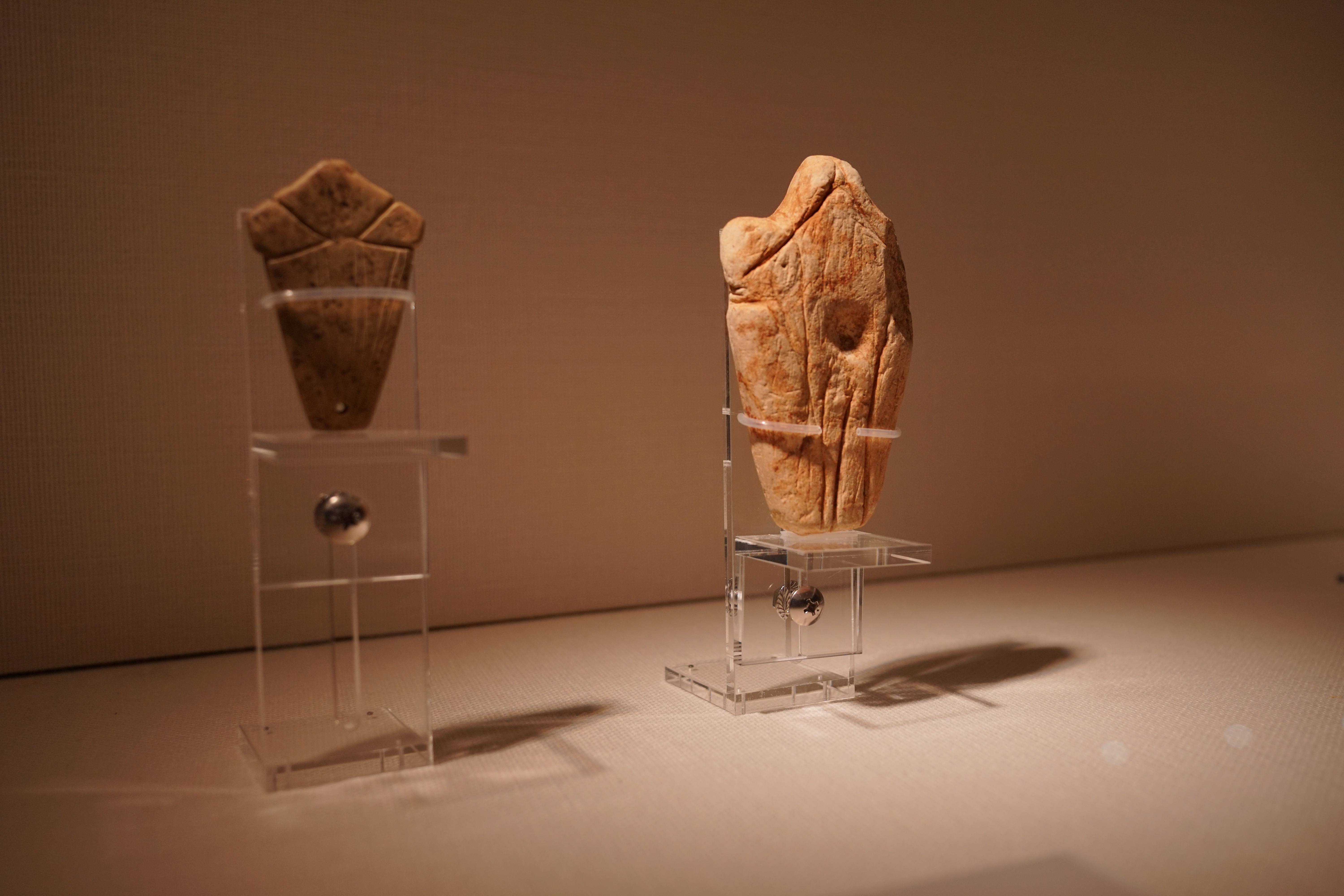
さんまるミュージアムに展示されている岩偶

岩偶（がんぐう）とは、日本列島の縄文時代後期に作られた石製品の人形である。

## 概要
主な材質は、凝灰岩や砂岩といった軟質の石であるが、黒曜石の石片を用いたものも存在する。
主に東北地方で発見されており、北海道やカムチャツカ半島でも似たようなものが出土されている。旧石器時代の遺跡である大分県の岩戸遺跡から発見されたこけし型の石製品や、縄文時代初期の遺跡である愛媛県の上黒岩岩陰遺跡から発掘された女神像線刻礫も岩偶に含まれることもあるものの、直接的な関連性は不明である。
多くの岩偶は女性を表しており、男性の岩偶はなかなか出てこない。しかし、土偶と信仰性は変わらず、魔除けや安産など縄文時代の人々の生活に欠かせないものであったと推測されている。